# Richard Neville (2e baron Latimer)
Pour les articles homonymes, voir Richard Neville.
Richard Neville, 2e baron Latimer (c.1468 - 28 décembre 1530) de Snape, North Yorkshire, est un soldat et pair anglais. Il combat aux batailles de Stoke et Flodden.
Richard Neville est le fils aîné d'Henry Neville, tué le 26 juillet 1469 à la bataille d'Edgecote Moor, et Joan Bourchier (d. 7 octobre 1470), fille de John Bourchier (1er baron Berners), et de Margery, fille et héritière de Richard Berners, écuyer. Il a un frère, Thomas Neville, et une sœur, Joan Neville, épouse de James Radcliffe.
Le grand-père maternel de Neville, John Bourchier (1er baron Berners), est le quatrième fils de William Bourchier (1er comte d'Eu) en Normandie, et sa femme Anne de Gloucester, fille de Thomas de Woodstock, plus jeune fils du roi Édouard III. Par son second mari, Edmond Stafford (5e comte de Stafford), Anne de Gloucester est la mère de Humphrey Stafford (1er duc de Buckingham).
Du côté de son père, Richard Neville est le petit-fils de George Neville (1er baron Latimer) (décédé le 30 ou 31 décembre 1469), et Elizabeth Beauchamp, la fille de Richard de Beauchamp (13e comte de Warwick).

## Carrière
Alors qu'il n'a qu'un an, Richard Neville hérite de la baronnie ainsi que des terres dans 24 comtés, dont le château de Snape, à la mort de son grand-père, George Neville (1er baron Latimer), le 30 ou 31 décembre 1469. Sa tutelle et son mariage sont achetés pour 1 000 £ en mai 1470 par son grand-oncle, Thomas Bourchier, archevêque de Cantorbéry, tandis que ses terres restent entre les mains de la couronne. Il est fait chevalier du bain le 17 janvier 1478.
Neville obtient la livrée de ses terres sans preuve d'âge le 8 mai 1491. Du 12 août de cette année jusqu'au 3 novembre 1529, il est convoqué au Parlement par des assignations adressées à « Ricardo Nevill de Latimer chivaler ». Cependant, vers 1494, son héritage est contesté par Robert Willoughby (1er baron Willoughby de Broke) (en), qui, bien que convoqué au Parlement de 1491 par des brefs adressés à 'Roberto Willughby de Broke chivaler', affirme néanmoins qu'il a droit à la baronnie et aux terres de Latimer, par le frère de son arrière-grand-mère, John Willoughby. Neville l'emporte finalement et un héraut enregistre que « le Lord Brooke avait fait une fausse déclaration ».
Le beau-père de Neville, Humphrey Stafford (vers 1426/7 - 8 juillet 1486) de Grafton, Worcestershire, est un fervent partisan du roi Richard III. Après la défaite de Richard à Bosworth, Stafford et Francis Lovell, 1er vicomte Lovell, s'enfuient au sanctuaire de Colchester. En avril 1486, ils tentent d'attiser la rébellion contre le nouveau roi Henri VII, Stafford tentant de lever des forces dans les West Midlands et Lovell dans le Yorkshire. Lorsque la rébellion s'effondre, le 11 mai 1486, Stafford fuit de nouveau vers un sanctuaire, cette fois à Culham, mais n'est pas autorisé à revendiquer le privilège, et pour sa part dans l'insurrection est exécuté à Tyburn le 8 juillet 1486.
En revanche, Neville semble avoir soutenu le nouveau régime. Selon Ford, les points forts de Neville sont «la loyauté envers la couronne et le service militaire». Le 16 juin 1487, il combat à la bataille de Stoke avec les forces d'Henri VII qui réprime le soulèvement du prétendant Lambert Simnel. Il sert avec l'armée dans le nord après l'assassinat du comte de Northumberland en 1489, et est avec les forces du roi en Bretagne en 1492. En 1499, il assiste au procès du prétendant Perkin Warbeck. En 1513, il est avec le comte de Surrey à la Bataille de Flodden Field, où il combat à l'avant-garde. En septembre 1522, le comte de Shrewsbury le consulte au sujet de la guerre contre le duc d'Albany.
Neville est nommé à un certain nombre de commissions et est enregistré comme étant présent aux festivités de la cour en 1488 et 1499. En 1503, il fait partie de ceux qui escortent la fille du roi Henri VII, Marguerite Tudor, entre Tadcaster et York lors de son voyage en Écosse pour épouser Jacques IV. En novembre 1515, il fait partie des personnes présentes à l'Abbaye de Westminster lorsque Thomas Wolsey est nommé cardinal.
Le 13 juillet 1530, Neville est l'un des signataires de la lettre demandant au pape Clément VII d'accorder à Henri VIII le divorce d'avec Catherine d'Aragon. Il meurt peu avant le 28 décembre 1530 au château de Snape et est enterré avec sa première femme, Anne Stafford, dans l'église St. Michael à Well, North Yorkshire.

## Mariages et descendance
Richard Neville épouse, vers 1490, Anne Stafford, fille de Humphrey Stafford de Grafton, Worcestershire, et Katherine Fray (d. 12 mai 1482), la fille de John Fray, chef baron de l'Échiquier, dont il a six fils et six filles:
- John Neville (3e baron Latimer), qui épouse Dorothy de Vere, fille de George Vere et de Margaret Stafford, et sœur et cohéritière de John de Vere (14e comte d'Oxford) (en), puis se remarie à Elizabeth Musgrave; et enfin à, Catherine Parr, plus tard la sixième épouse d'Henri VIII[11];
- William Neville (poète) (en) (15 juillet 1497 - 1545), auteur de The Castell of Pleasure, qui épouse, avant le 1er avril 1529, Elizabeth Greville, la fille de Giles Greville, dont il a un fils, Richard Neville de Penwyn et Wyke Sapie, Worcestershire, et deux filles, Mary et Susan[12]. Après la mort sans descendance masculine de John Neville (4e baron Latimer), le fils de William, Richard Neville (mort le Modèle:DAte-), prend à tort le titre de baron Latimer[13];
- Thomas Neville de Piggotts Hall à Ardleigh, Essex, qui épouse Mary Teye, la fille de Thomas Teye, dont il a un fils, Thomas[14];
- Marmaduke Neville de Marks Tey, qui épouse Elizabeth Teye, la fille de Thomas Teye, avec qui il a un fils, Christopher, qui est mort jeune, et une fille, Alianore, qui épouse Thomas Teye, écuyer[14];
- George Neville, archidiacre de Carlisle, (né le 29 juillet 1509, inhumé le 6 septembre 1567 à Well, North Yorkshire)[15];
- Christophe Neville[14];
- Margaret Neville (née le 9 mars 1495), fille aînée, qui épouse, par dispense papale du 22 novembre 1505, Edward Willoughby (d. novembre 1517) d'Alcester, Warwickshire, fils de Robert Willoughby (2e baron Willoughby de Broke) (en) (décédé le 10 ou 11 novembre 1521), et de sa première épouse, Elizabeth Beauchamp, dont elle a trois filles, Elizabeth (inhumée le 15 novembre 1562), qui épouse Sir Fulke Greville (décédé le 10 novembre 1559), Anne (décédée en 1528) et Blanche (décédée avant 1543), qui épouse Francis Dawtrey[16]. Elizabeth Willoughby et Fulke Greville (mort le 10 novembre 1559) sont les grands-parents du courtisan et auteur Fulke Greville (1er baron Brooke)[17]. Après la mort d'Edward Willoughby en novembre 1517, sa veuve Margaret Neville épouse son cousin William Gascoigne de Gawthorpe, fils de William Gascoigne de Gawthorpe et sa femme Margaret Percy, quatrième fille de Henry Percy (3e comte de Northumberland). Ils ont deux enfants - John Gascoigne, Lord de Louth dans le Lincolnshire, qui épouse Barbara, et Dorothy Gascoigne qui épouse Robert Constable de Flamborough;
- Dorothy Neville, qui épouse John Dawnay;
- Elizabeth Neville (née le 28 avril 1500), qui épouse, avant 1531, Christopher Danby (c.1505 - 14 juin 1571), de Farnley, West Yorkshire, fils unique de Christopher Danby (d. 17 mars 1518) et Margaret Scrope, fille de Thomas Scrope, 5e baron Scrope de Masham (d.1475). Ils ont six fils, Thomas Danby, Christopher Danby, John Danby, James Danby, Marmaduke Danby et William Danby, et huit filles, Dorothy, qui épouse John Neville; Marie; Joan, qui épouse Roger Meynell, écuyer; Margaret, qui épouse Christopher Hopton, écuyer; Anne, qui épouse Walter Calverley; Elizabeth, qui épouse Thomas Wentworth; Madeleine, qui épouse Marmaduke Wyvill; et Margery, qui épouse Christopher Mallory[18].